# Плоча Наска
Плочата Наска е тектонска плоча в източната част на Тихия океан близо до Южна Америка и съставена от океанска кора. Кръстена е на региона Наска в Перу. Продължителната субдукция по дължина на Перуанско-Чилийската падина на плочата Наска под Южноамериканската плоча е довела до орогенезата на Андите. Плочата Наска граничи на запад с Тихоокеанската плоча, а на юг с Антарктическата плоча съответно чрез Източнотихоокеанското възвишение и Чилийското възвишение. Движението на плочата Наска над няколко горещи точки е създало няколко вулканични острова, както и подводни хребети с ориентация изток-запад, които се подпъхват под Южна Америка. Наска е сравнително млада плоча, както като възраст на скалите ѝ, така и като време на съществуване като самостоятелна плоча – образувана е от разцепването на древната плоча Фаралон преди около 23 млн. години. Най-старите намерени скали в плочата са на около 50 млн. години.

## Граници
Чилийската тройна точка се намира близо до полуостров Тайтао в южната част на Чили. Тук се срещат три тектонски плочи: плочата Наска, Южноамериканската плоча и Антарктическата плоча. Източният ръб е конвергентна граница, зона на субдукция под Южноамериканската плоча и Андите, в резултат на което се е образувала Перуанско-Чилийската падина. Южната страна е дивергентна граница с Антарктическата плоча, където при Чилийското възвишение спрединг на морското дъно позволява на магмата да се издига. Западният край е дивергентна граница с Тихоокеанската плоча, образувайки Източнотихоокеанското възвишение. Северният ръб е дивергентна граница с Кокосовата плоча при Галапагоското възвишение.
Субдукцията на плочата Наска под южната част на Чили поражда силни земетресения, включително и най-силното земетресение в записана история на Земята – земетресението във Валдивия през 1960 г. с магнитуд от 9,5 по скалата на Рихтер.

## Характеристики
Втора тройна точка има в северозападния ъгъл на плочата, където плочата Наска, Кокосовата и Тихоокеанската плочи се срещат. Друга тройна точка има в югозападния ъгъл, където се срещат Наска, Тихоокеанската и Антарктическата плочи. При всяка от тези точки съществува микроплоча: Галапагоската микроплоча на север и микроплочата Хуан Фернандес на юг. Трета микроплоча, Ийстър (Великденска), се намира северно от плочата Хуан Фернандес и западно от Великденския остров.
Хребетът Карнеги с дължина 1350 km и ширина 300 km лежи на океанското дъно в северната част на плочата Наска. Хребетът включва островите Галапагос в западния си край. Той се подпъхва под Южна Америка заедно с останалите части на плочата Наска.
Между плочата Наска и брега на Чили съществува област, където Чарлс Дарвин претърпява земетресението в Консепсион от 1835 г. Очаква се тази област да стане епицентър на голямо земетресение в близко бъдеще.

## Движение
Абсолютното движение на плочата е изчислено на около 3,7 cm годишно в посока изток, което е много висока абсолютна скорост за тектонска плоча. Подпъхването на плочата се случва под необичайно малък ъгъл. Докато търпи субдукция, плочата се деформира, а вулкани продължават да се образуват в Андите вследствие на това движение. Деформацията на плочата Наска дори влияе на географията на Боливия далеч на изток. Земетресението в Боливия от 1994 г. е породено от плочата Наска. За времето си това е най-силното инструментално засечено земетресение, случващо се на повече от 300 km дълбочина.

## Геоложка история
Предшественикът както на плочата Наска, така и на Кокосовата плоча, е древната плоча Фаралон, която се разцепва в края на олигоцен, преди около 22,8 млн. години – данни, получени чрез интерпретирането на геомагнитните аномалии. Субдукцията под Южноамериканския континент е започва преди около 140 млн. години, макар образуването на високите части в Андите да започва преди 45 млн. години. Съществува теория, че планините са повдигнати нагоре от субдукцията на по-стари и по-тежки части от плочата, които са потънали по-бързо в мантията.